# 웃는 얼굴 YES 누드
에가오YES누드(笑顔YESヌード 웃는얼굴 예스 누드[*])는 2007년 2월 14일에 발매된 모닝구무스메의 서른두 번째 싱글이다.

## 개요
- 8기 멤버 미츠이 아이카 가입 후 첫 싱글이다.

- 2007년 1월 27일, 콘서트 《Hello! Project 2007 Winter ~집결! 10th Anniversary~》에서 첫선을 보였다.

- 음악 프로그램은 2007년 2월 8일에 방송된 《우타방》에서 처음으로 공개하였다.

- 커플링곡 "안녕이라는 말 대신 (サヨナラのかわりに)"는 모닝구무스메 역사상 두 번째 커버곡 (모닝구무스메의 느닷없는 표주박섬 이래).

## 수록곡
1. 笑顔YESヌード
작사, 작곡 : 층쿠 / 편곡 : 마쓰이 히로시
2. サヨナラのかわりに
작사, 작곡 : BANANA ICE / 편곡 : 스즈키Daichi히데유키
3. 笑顔YESヌード (Instrumental)

## 참여 뮤지션
※괄호는 트랙 번호
- 마쓰이 히로시 - 프로그래밍, 키보드 (1)
- 고레나가 고이치 - 기타 (1)
- 다케우치 히로아키 - 코러스 (1)
- 층쿠♂ - 코러스 (1)
- 스즈키Daichi히데유키 - 프로그래밍, 기타 (2)
- CHINO - 코러스 (2)

## 차트
- 주간최고순위 4위 (오리콘 차트)